# 白郁久同
白郁久同（？—567年），北周稽胡（又称步落稽、山胡）起事首领。
周武帝天和二年（567年），乘延州（治今延安市城东延河东岸）总管宇文盛率众筑银州（治今陕西横山县东党盆）之机，与同族乔是罗，连结别部帅乔三勿同，想要举兵袭击宇文盛军，兵败，被执杀。